# Мависса, Кристиан
Кристиа́н Мависса́ Элеби́ (фр. Christian Mawissa Elebi; родился 18 апреля 2005) — французский футболист, защитник клуба «Монако».

## Клубная карьера
Кристиан начал заниматься футболом в 5 лет в любительской команде «Пэи д'Ольм». Мависса 3 раза менял клуб, после чего в 2017 году попал в академию «Тулузы». В нём также были заинтересованы «Монако» и «Бордо».
11 августа 2024 года клуб «Монако» объявил о трансфере Мависса.

## Международная карьера
В апреле 2022 года Кристиан был вызван в сборную Франции возрастом до 17 лет для участия в чемпионате Европы до 17 лет 2022 года. На том турнире Мависса принял участие в трёх матчах своей сборной, в том числе и в победном финале.

## Достижения
Сборная Франции (до 17 лет)
- Чемпион Европы до 17 лет: 2022